# パブロ・ベルヘル
パブロ・ベルヘル・ウランガ（Pablo Berger Uranga, 1963年12月21日 - ）は、スペイン・ビスカヤ県ビルバオ出身の映画監督・脚本家・映像監督である。

## 経歴
1963年にビスカヤ県ビルバオに生まれ、ビルバオ市内のトゥルエバ・デ・アルチャンダ学校に通った。1988年には、アートディレクターのアレックス・デ・ラ・イグレシアやラモン・バレアとともに初の短編映画『Mama』を監督した。その後はビスカヤ県議会から奨学金を得てニューヨーク大学映画学科修士課程で学び、在学中には『Truth and Beauty』でカレッジ・エミー賞にノミネートされた。映画学の学術博士号(Ph.D)を得ると、その後はケンブリッジ大学、プリンストン大学、イェール大学、ソルボンヌ大学などの映画学科で教壇に立ち、ニューヨーク・フィルム・アカデミーでも教授を務めた。
2003年にはハビエル・カマラ、フェルナンド・テヘーロ、カンデラ・ペーニャなどが出演した『Torremolinos 73』を監督し、興行的な成功をおさめた。マラガ映画祭では作品賞、監督賞、主演男優賞、主演女優賞を受賞し、第18回ゴヤ賞では脚本賞、新人監督賞、主演男優賞、主演女優賞にノミネートされた。エディンバラ国際映画祭、トゥールーズ映画祭、パーム・スプリングス国際映画祭などでも高評価を得て、日本では2005年のゆうばり国際ファンタスティック映画祭で上映された。2012年には中国でリメイクされた。ベルヘルはプロモーションビデオの監督も務めており、日本のロックバンドであるSOPHIAの「黒いブーツ ～oh my friend～」（1998年）などを手掛けている。
その後、3作目の作品のために8年がかりで資金を集め、2012年の3作目『ブランカニエベス』で監督・脚本・製作を務めた。グリム童話の白雪姫を大胆に脚色し、女性闘牛士を中心とするドラマ映画に仕立てた。1920年代のスペインを忠実に再現し、2011年にミシェル・アザナヴィシウス監督が撮ったフランス映画『アーティスト』のように、白黒サイレント映画として公開された。2013年の第85回アカデミー賞外国語映画賞にスペイン代表作品として出品された。2012年のサン・セバスティアン国際映画祭では審査員特別賞と主演女優賞を受賞し、2013年の第27回ゴヤ賞では作品賞、脚本賞、主演女優賞を含む10部門（最多）を受賞した。第9回ブカレスト国際映画祭でもトロフィーを得ている。

## フィルモグラフィー
- 1988年 Mama – 短編・日本未公開
- 2003年 Torremolinos 73（英語版） – 日本未公開
- 2012年 『ブランカニエベス』Blancanieves
- 2017年 Abracadabra
- 2023年 ロボット・ドリームズ

## 受賞

### 映画賞
ゴヤ賞
| 年     | 作品             | 部門       | 結果       |
| ------ | ---------------- | ---------- | ---------- |
| 2004年 | Torremolinos 73  | 脚本賞     | 受賞       |
| 2004年 | Torremolinos 73  | 新人監督賞 | ノミネート |
| 2013年 | ブランカニエベス | 作品賞     | 受賞       |
| 2013年 | ブランカニエベス | 監督賞     | ノミネート |
| 2013年 | ブランカニエベス | 脚本賞     | 受賞       |

ガウディ賞
| 年     | 作品             | 部門   | 結果       |
| ------ | ---------------- | ------ | ---------- |
| 2013年 | ブランカニエベス | 作品賞 | 受賞       |
| 2013年 | ブランカニエベス | 監督賞 | ノミネート |
| 2013年 | ブランカニエベス | 脚本賞 | ノミネート |

フォトグラマス・デ・プラータ
| 年     | 作品             | 部門               | 結果 |
| ------ | ---------------- | ------------------ | ---- |
| 2012年 | ブランカニエベス | 最優秀スペイン映画 | 受賞 |

フォルケ賞
| 年     | 作品             | 部門   | 結果 |
| ------ | ---------------- | ------ | ---- |
| 2012年 | ブランカニエベス | 作品賞 | 受賞 |

その他
| 年     | 映画賞                   | 作品             | 部門                 | 結果       |
| ------ | ------------------------ | ---------------- | -------------------- | ---------- |
| ????年 | アリエル賞               | ブランカニエベス | イベロアメリカ映画賞 | 受賞       |
| ????年 | スペイン映画批評家協会賞 | ブランカニエベス | 作品賞               | 受賞       |
| ????年 | スペイン映画批評家協会賞 | ブランカニエベス | 監督賞               | 受賞       |
| ????年 | スペイン映画批評家協会賞 | ブランカニエベス | 脚本賞               | 受賞       |
| ????年 | サン・ホルヘ映画賞       | ブランカニエベス | 作品賞               | 受賞       |
| ????年 | アメリカ映画編集者協会賞 | ブランカニエベス | 作品賞               | 受賞       |
| 2012年 | SPT賞                    | ブランカニエベス | 作品賞               | ノミネート |

### 映画祭
マラガ映画祭
| 年     | 作品            | 部門   | 結果 |
| ------ | --------------- | ------ | ---- |
| 2003年 | Torremolinos 73 | 作品賞 | 受賞 |
| 2003年 | Torremolinos 73 | 監督賞 | 受賞 |

サン・セバスティアン国際映画祭
| 年     | 作品             | 部門         | 結果 |
| ------ | ---------------- | ------------ | ---- |
| 2012年 | ブランカニエベス | 審査員特別賞 | 受賞 |